# Solea heinii
Solea heinii är en fiskart som beskrevs av Steindachner, 1903. Solea heinii ingår i släktet Solea och familjen tungefiskar. Inga underarter finns listade i Catalogue of Life.